# Myrmozercon diplogenius
Myrmozercon diplogenius (лат.) — вид мирмекофильных клещей семейства Laelapidae из отряда Mesostigmata (Dermanyssoidea, Dermanyssina). Встречаются в Европе: Италия. Микроскопического размера клещи (длина менее 1 мм) с субокруглым дорсальным щитом. Перитрем короткий, не выходит за передний край тазика II. Развиты метастернальные щетинки st4. Генитальный щиток сзади заострён. На задней половине спинного щита не менее 19 пар щетинок. Представители вида ассоциированы с муравьями вида Camponotus aethiops (Camponotus, Hymenoptera). Вид был впервые описан в 1903 году итальянским энтомологом и акарологом Антонио Берлезе.